# Freistaat Braunschweig
Der Freistaat Braunschweig trat nach der Novemberrevolution 1918 an die Stelle des Herzogtums Braunschweig. Der Gliedstaat der Weimarer Republik (1919–1933) erhielt seine republikanische Verfassung im Januar 1922. Am 4. Mai 1922 trat das Kabinett Antrick (eine Koalition aus SPD und USPD) zurück. Es folgten das Kabinett Jasper II (SPD, DDP, DVP, USPD) und das Kabinett Marquordt (DVP, DNVP).
Von Dezember 1927 bis Oktober 1930 regierte eine SPD-Alleinregierung (Kabinett Jasper III).
Bei der Landtagswahl am 14. September 1930 erhielt die NSDAP 22,2 Prozent der Wählerstimmen (nach 3,7 % bei der Wahl am 27. November 1927). Die DVP lehnte die Bildung einer großen Koalition ab; am 1. Oktober 1930 wählte der Landtag (mit den Stimmen der Bürgerlichen Einheitsliste) eine Koalitionsregierung aus DNVP und NSDAP. Diese Regierung („Ministerium Küchenthal“ unter Werner Küchenthal) amtierte bis zum 7. Mai 1933. Die NSDAP stellte den Minister für Inneres und Volksbildung (Anton Franzen bis 27. Juli 1931; ab 15. September 1931 Dietrich Klagges). Am 25. Februar 1932 erhielt Adolf Hitler auf Betreiben der NSDAP ein braunschweigisches Staatsamt. Er erlangte dadurch die deutsche Staatsangehörigkeit, die Voraussetzung für eine Kandidatur bei der Reichspräsidentenwahl 1932 war.
In der Zeit des Nationalsozialismus, im April 1937, kam das Land gemeinsam mit Anhalt unter einen Reichsstatthalter (Rudolf Jordan). 1941 gab es Grenzkorrekturen mit dem preußischen Umland. Nach dem Zweiten Weltkrieg setzte die britische Militärregierung eine kommissarische Regierung in Braunschweig ein. Braunschweig wurde schließlich Teil des zum 1. November 1946 gebildeten Landes Niedersachsen.

## Vorgeschichte
Im Jahre 1235 übertrug Kaiser Friedrich II. dem Enkel Heinrichs des Löwen, Otto dem Kind, den braunschweigischen Besitz als neu geschaffenes Herzogtum Braunschweig-Lüneburg. Es zerfiel durch Erbteilung in verschiedene Teilstaaten, unter denen sich schon im 14. Jahrhundert das Fürstentum Braunschweig-Wolfenbüttel herausbildete, das im 15./16. Jahrhundert etwa dem späteren Herzogtum Braunschweig entsprach. Allerdings ging es durch die napoleonische Besetzung zum 28. Oktober 1806 verloren und wurde am 9. Juli 1807 zum Königreich Westphalen geschlagen, dem es bis 1813 angehörte.

## Herzogtum Braunschweig (1814–1918)
Nach dem Wiener Kongress und der Auflösung des Königreichs Westphalen wurde das Herzogtum Braunschweig im Deutschen Bund als souveräner Staat wiederhergestellt. In seinen Grenzen entsprach es dabei in etwa den Grenzen des Fürstentums Braunschweig-Wolfenbüttel im 14/15. Jahrhundert. Das Gebiet des Herzogtums war dabei auf mehrere Teilgebiete verteilt und nicht zusammenhängend. So gehörten außer einem größeren Kerngebiet zwischen Aller und Harz kleinere Gebiete zwischen Harz und Weser, um Calvörde, im Ober- und Unterharz sowie bei Bremen zum Herzogtum.
Nachdem es 1830 Aufstände gegen den jungen Herzog Karl II. gegeben hatte, wurde unter dessen Nachfolger Wilhelm 1832 eine erbmonarchistische, repräsentative Staatsverfassung eingeführt. Diese führte ein Kammersystem ein und gestand dem regierenden Fürsten einen festen Etat zu. Das Herzogtum Braunschweig durchlebte eine Neutralitätsphase bis zum Tod Wilhelms. Ohne legitimen Erben wurde das Herzogtum von Regenten regiert, bevor die Welfen der Hannoveraner Linie den Thron übernahmen. Letzter Herzog von 1913 bis zum 8. November 1918 war der Welfe Ernst August von Hannover (III.).

## Novemberrevolution
Nachdem der Flottenbefehl vom 24. Oktober 1918 zu Matrosenaufständen in Kiel und Wilhelmshaven geführt hatte, schwärmten die Matrosen in den darauf folgenden Tagen in alle großen deutschen Städte aus. Im Laufe des 6. November 1918 erreichten die ersten Matrosen aus Kiel und Wilhelmshaven kommend Braunschweig. Am nächsten Tag fand eine Großdemonstration statt und fast die gesamte braunschweigische Garnison lief zu den Aufständischen über. Am Nachmittag des 8. November 1918 erzwang eine Deputation unter Führung von August Merges die Abdankung Herzog Ernst Augusts.

### Sozialistische Republik Braunschweig
Nach der Abdankung des Herzogs übernahm ein Arbeiter- und Soldatenrat die politische Führung. Am 10. November 1918 wurde eine Alleinregierung der USPD durch den Arbeiter- und Soldatenrat ausgerufen. Die „Sozialistische Republik Braunschweig“ wurde proklamiert und zu ihrem ersten Präsidenten wurde einstimmig August Merges auf Vorschlag von Sepp Oerter gewählt, der wiederum Vorsitzender des „Rates der Volkskommissare“ wurde.
Am 24. November 1918 wurden die Arbeiter- und Soldatenräte neu gewählt, allerdings bei einer sehr geringen Wahlbeteiligung. Anfang Dezember beschlossen die Vertreter von USPD und SPD, bei den kommenden Kommunal- und Landtagswahlen auf der Grundlage des Erfurter Programmes einen gemeinsamen Wahlkampf zu führen. Die SPD verabschiedete sich allerdings bereits am 4. Dezember aus der Sitzung der gemeinsamen Wahlkommission. Am 6. Dezember fand die erste Sitzung der neuen Arbeiter- und Soldatenräte, die etwa zu je einem Drittel mit Anhängern der SPD, des USPD-Zentrums und der USPD-Linken und des Spartakusbundes besetzt war, statt.
Am 22. Dezember 1918 wurde der braunschweigische Landtag gewählt. Obwohl sie bis dahin die dominierende politische Kraft gewesen war, errang die USPD nur 14 von 60 Sitzen, die MSPD (unter Heinrich Jasper) hingegen 17, die beiden bürgerlichen Parteien, der „Landeswahlverband“ und die Deutsche Volkspartei (DVP) hatten zusammen 29 Sitze.
In der Stadt Braunschweig wurde die USPD mit 33,4 % stärkste Partei.
Landtagswahlergebnis 1918

MSPD 27,7 % – 17 Sitze | Landeswahlverband (DVP, ZENTRUM, Welfen, DNVP u. a.) 26,2 % – 16 Sitze | USPD 24,3 % – 14 Sitze | DDP 21,8 % – 13 Sitze

### Nordwestdeutsche Republik
Am 7. Januar 1919 kam es zu einer Massendemonstration zur Unterstützung aufständischer Spartakisten in Berlin. Am 20. Januar demonstrierten 30.000 Menschen in Braunschweig gegen die Ermordung von Rosa Luxemburg und Karl Liebknecht. Die Stimmung in der Stadt eskalierte allmählich und der Ton gegenüber Berlin wurde immer radikaler. Der „Rat der Volksbeauftragten“ plante die Gründung einer „Nordwestdeutschen Republik“, die aus zehn sozialistischen Freistaaten bestehen sollte. Verhandlungen darüber scheiterten jedoch bereits im Ansatz.
Am 22. Februar 1919 wurde eine Koalitionsregierung aus USPD und MSPD unter Vorsitz von Sepp Oerter gebildet, und der Landtag verabschiedete die vorläufige Verfassung, die das Parlament zum Träger aller staatlichen Gewalt bestimmte und somit eine deutliche Entscheidung für die parlamentarische Demokratie ausdrückte.

## Freistaat Braunschweig

### Belagerung der Stadt

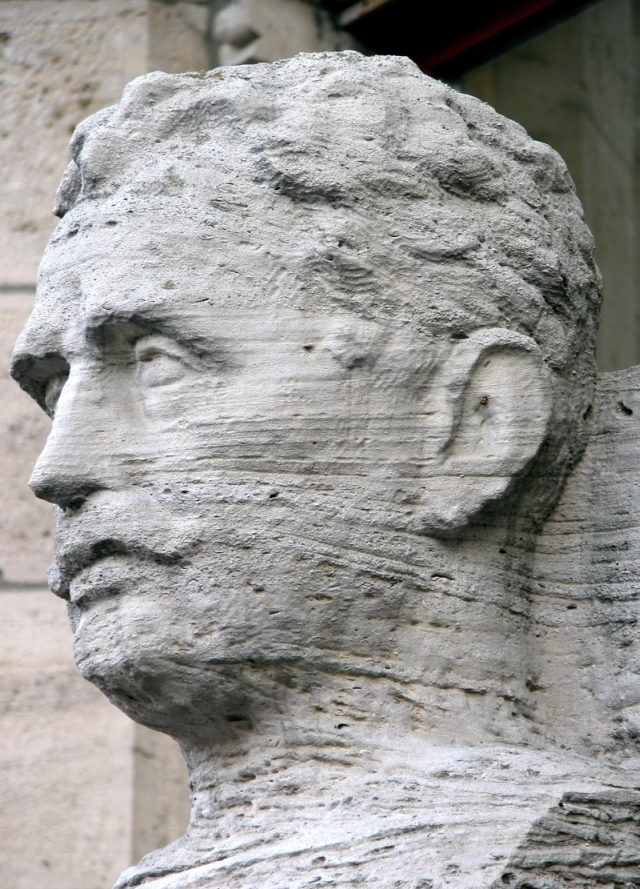
Heinrich Jasper

Am 9. April 1919 riefen die Spartakisten in Braunschweig einen Generalstreik aus. Der Streik hatte unter anderem zur Folge, dass es in weiten Teilen Deutschlands zu erheblichen Versorgungsschwierigkeiten bei Lebensmitteln und Kohle kam. Das öffentliche Leben in der Stadt kam zum Erliegen. Am 13. April 1919 verhängte die Reichsregierung (Ministerpräsident war Gustav Bauer, SPD) den Belagerungszustand über den Freistaat Braunschweig.
Am 17. April 1919 marschierten etwa 10.000 Mann des Freikorps Maercker in die Stadt ein. Merges war zunächst nach Berlin geflohen, während Oerter in Braunschweig geblieben war. Die Regierung Oerter wurde umgehend abgesetzt und der Landesarbeiterrat aufgelöst. Maercker und Jasper verhandelten derweil über die Bildung einer neuen Regierung für Braunschweig. Am 30. April wählte der Braunschweiger Landtag eine neue Regierung, die von einer Koalition aus MSPD, USPD und DDP gebildet wurde. Neuer Ministerpräsident wurde Heinrich Jasper. Am 10. Mai zog Maercker mit seinen Truppen wieder ab, da die öffentliche Ordnung in Stadt und Freistaat Braunschweig wiederhergestellt war. Am 5. Juni hob die Reichsregierung den Belagerungszustand für Braunschweig auf.

### Kapp-Putsch
Knapp ein Jahr nachdem die Freikorps-Truppen abgezogen waren, kam es in Berlin am 13. März 1920 zum Kapp-Putsch, der zwar bereits nach 100 Stunden scheiterte, aber auch in Braunschweig politische und gesellschaftliche Auswirkungen hatte; u. a. kam es zu einem Generalstreik 141 Braunschweiger Betriebe und zu bürgerkriegsähnlichen Zwischenfällen mit Verletzten und Toten. Am Ende trat die Regierung Jasper zurück und es kam zu Neuwahlen. Am 16. Juni 1920 wurde der Zweite Braunschweiger Landtag gewählt. Gewinner der Wahlen waren USPD und BLWV, MSPD und DDP mussten starke Verluste hinnehmen. Am 22. Juni wurde eine neue Regierung unter dem Ministerpräsidenten Sepp Oerter (USPD) gewählt.
Landtagswahlergebnis 1920

Landeswahlverband (s. o.) 37,3 % – 23 Sitze | USPD 37,3 % – 23 Sitze | MSPD 14,8 % – 9 Sitze | DDP 9,5 % – 5 Sitze | KPD 1,1 % – 0 Sitze
Nachdem Oerter 1921 ausgeschieden war, wählte der Landtag am 25. November 1921 erneut eine USPD/MSPD-Regierung, die diesmal unter der Führung von Ministerpräsident August Junke stand.

### Etablierung als Freistaat

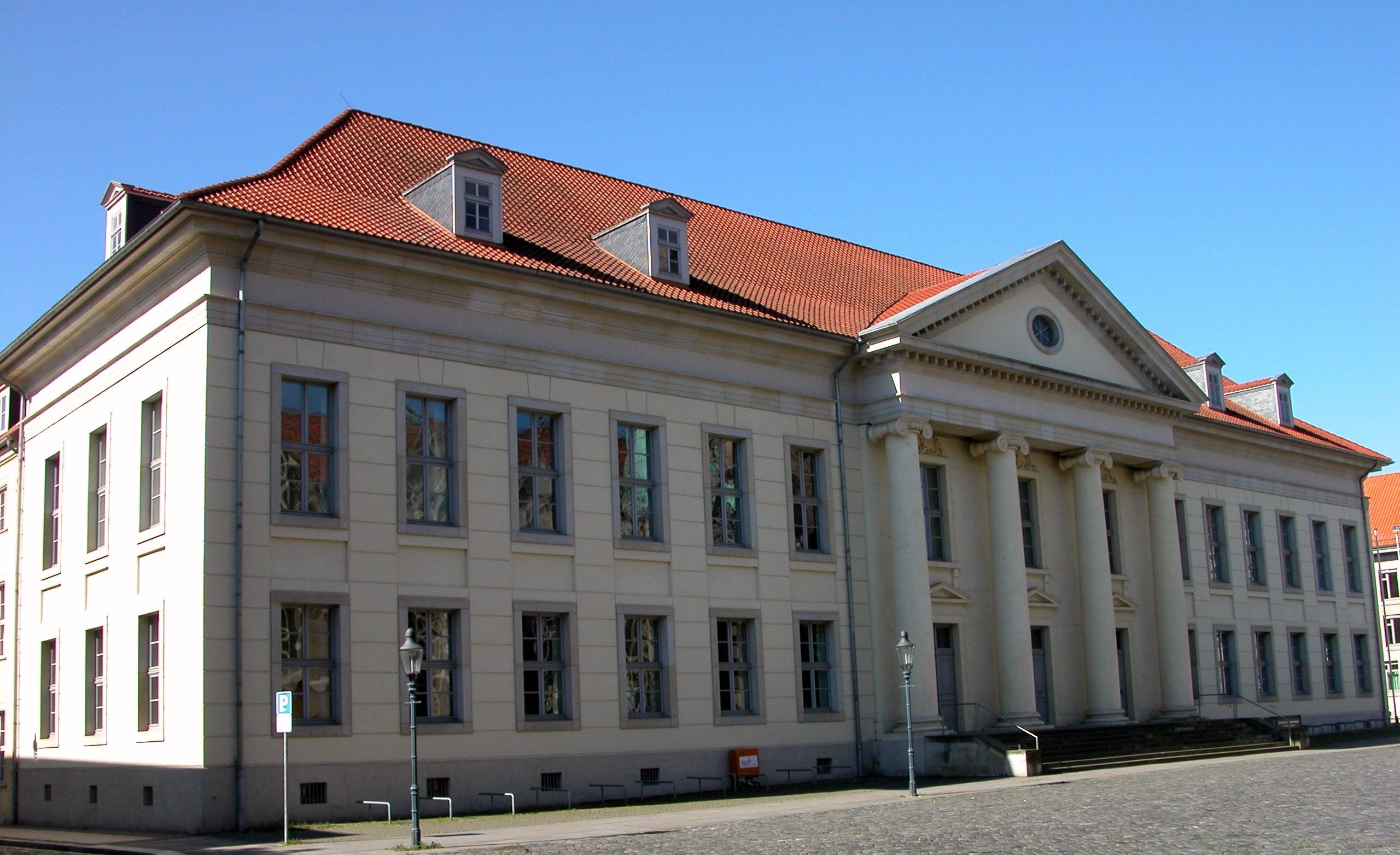
Landtagsgebäude in Braunschweig

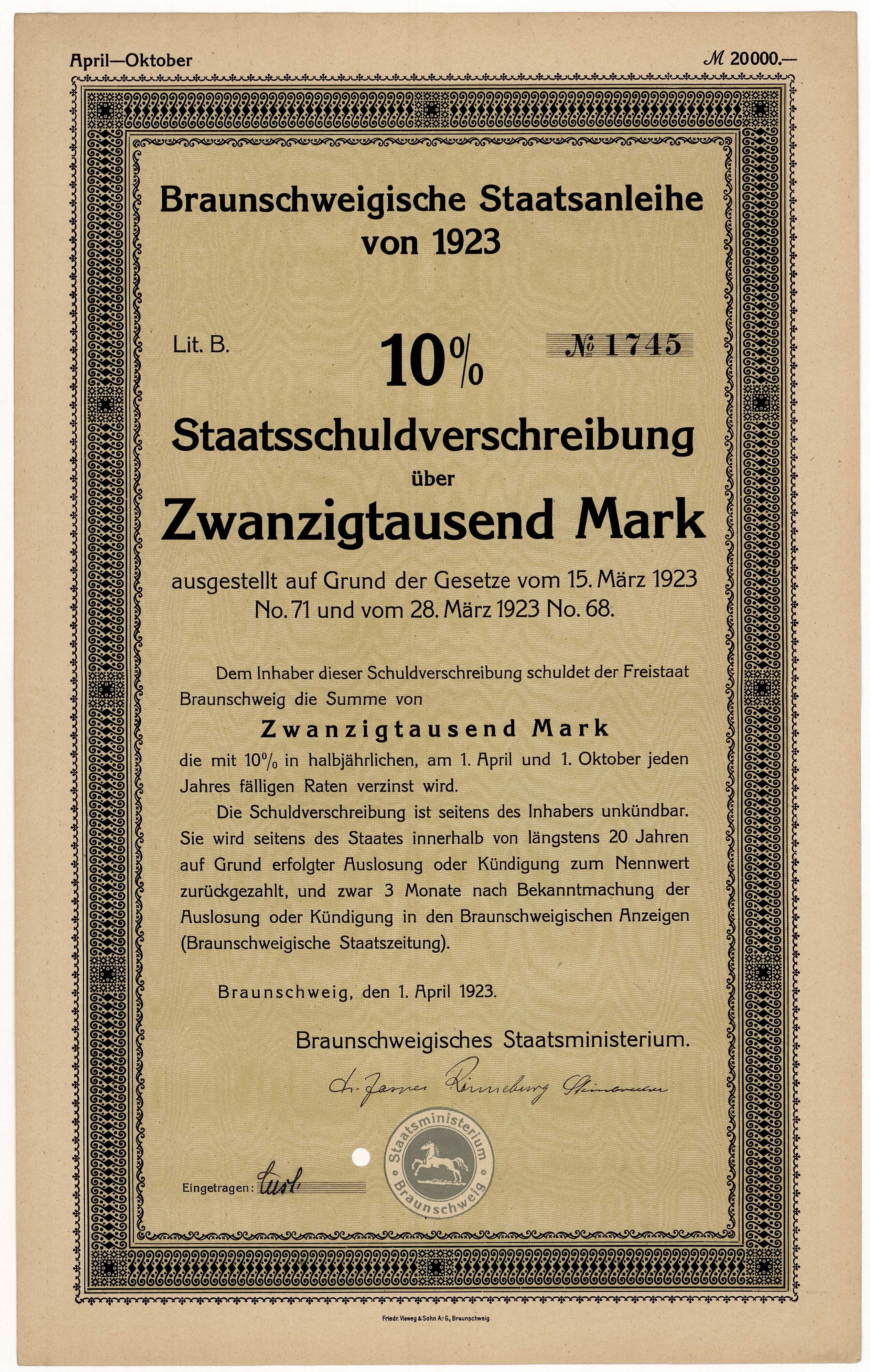
Braunschweigische Staatsanleihe über 20000 Mark vom 1. April 1923

Am 6. Januar 1922 trat die erste Braunschweiger Verfassung in Kraft; Braunschweig war nun Freistaat.
Die USPD/MSPD-Regierung verlor allerdings bereits bei der folgenden Landtagswahl am 22. Januar 1922 ihre Mehrheit.
Nur mit Hilfe der beiden KPD-Stimmen gab es eine linke Mehrheit im Landtag. Als ein Antrag, der Regierung das Vertrauen auszusprechen, am 4. Mai keine Mehrheit im Landtag fand, trat die Regierung (Kabinett Antrick) zurück. Eine neue Regierung aus MSPD, DDP und DVP wurde am 23. Mai gebildet, Ministerpräsident war erneut Heinrich Jasper (Kabinett Jasper II).
Am 13. September 1923 wurde basierend auf dem Republikschutzgesetz die NSDAP verboten, die im Jahr zuvor Ortsgruppen in Wolfenbüttel und Braunschweig gegründet hatte. Allerdings wurde dieses Verbot nicht konsequent durchgesetzt. Im Januar 1924 trat Sepp Oerter zur NSDAP über, die auf diesem Weg erstmals im Landtag vertreten war.
Im Februar 1924 leitete die DNVP ein erfolgreiches Volksbegehren auf Landtagsauflösung ein; zum Volksentscheid kam es nicht, da sich der Landtag zuvor selbst auflöste.
Bei der am 7. Dezember stattfindenden Landtagswahl errangen die bürgerlichen Parteien eine Mehrheit.
Unter Gerhard Marquordt (DVP) entstand das Kabinett Marquordt (DNVP, DVP, Wirtschaftliche Einheitsliste, Welfen und NSFB; im Amt vom 24. Dezember 1924 bis zum 13. Dezember 1927). Bei der Landtagswahl am 27. November 1927 erreichte die SPD 46,2 Prozent der Stimmen und bekam 24 der 48 Sitze.
Am 14. Dezember konstituierte sich eine Alleinregierung der SPD (Kabinett Jasper III).
Bei den Landtagswahlen am 14. September 1930 steigerte sich die NSDAP von 3,7 Prozent drei Jahre zuvor auf 22,2 Prozent der Stimmen. Die SPD verlor 5,2 Prozentpunkte, so dass es keine linke Mehrheit mehr im Landtag gab. Ernst Zörner (NSDAP) wurde am 30. September mit 20 zu 17 Stimmen zum Landtagspräsidenten gewählt, mit der gleichen Mehrheit wurde am nächsten Tag eine neue Rechtsregierung gewählt. Die Bürgerliche Einheitsliste bestand aus DNVP, DVP, Zentrum und WP und bildete gemeinsam mit der NSDAP die Regierung mit dem DNVP-Politiker Werner Küchenthal als Ministerpräsidenten und dem Nationalsozialisten Anton Franzen als Staatsminister für Inneres und Volksbildung.
In der Folge begann ein Kampf rechter Kräfte gegen die SPD und KPD. Lehrer wurden entlassen, Professoren in den Ruhestand versetzt, Flugblätter und Plakate, die gegen Aktionen der NSDAP gerichtet waren, verboten. Die Kommunalwahlen am 1. März 1931 ergaben dann eine SPD/KPD-Mehrheit in der Stadt Braunschweig. Daraufhin initiierte die KPD noch im selben Monat ein erfolgreiches Volksbegehren zur Landtagsauflösung, der Volksentscheid wurde am 15. November 1931 durchgeführt. Zwar sprachen sich fast 95 % der Abstimmenden für die Auflösung aus, wurde jedoch von den Gegnern boykottiert und scheiterte mit nur knapp 13 % Stimmbeteiligung deutlich am 50 % Beteiligungsquorum.
Im September 1931 musste der umstrittene Innenminister Franzen aufgrund einer Meineidaffäre zurücktreten. Nachfolger wurde am 15. September 1931 der Nationalsozialist Dietrich Klagges. Unter seiner Leitung wurden im Land Braunschweig Verwaltung, Polizei und Bildungswesen durch Auswechselung von Kreisdirektoren, Schulräten, Lehrern und Richtern im Sinne der NSDAP verändert. Nach Entlassungen von Lehrern kam es zu Streiks an öffentlichen Schulen. Nach Streikaufrufen wurde unter anderem die SPD-Zeitung Volksfreund für drei Wochen verboten.
Am 11. Oktober 1931 bildeten NSDAP, DNVP und Stahlhelm die kurzlebige Harzburger Front. Am 17./18. Oktober marschierten in Braunschweig 100.000 SA-Männer auf. Es kam zu Straßenkämpfen (2 Tote und 61 Verletzte).
Ab dem 14. März 1933 sahen sich KPD und SPD wegen der fortschreitenden Verfolgung ihrer Funktionäre außerstande, weiterhin an Landtagssitzungen teilzunehmen. Am 4. April 1933 wurde aufgrund des Vorläufigen Gesetzes zur Gleichschaltung der Länder mit dem Reich nach den Ergebnissen der Reichstagswahl vom 5. März der Landtag neu gebildet. An der konstituierenden Sitzung des neuen Landtages am 29. April 1933 nahmen, nachdem sich der Landesverband der DNVP der NSDAP angeschlossen hatte, ausschließlich die 33 Abgeordneten der NSDAP-Fraktion teil. Klagges meldete Hitler das „erste rein nationalsozialistische Parlament in Deutschland“. Am 6. Mai 1933 wurde er Ministerpräsident (Kabinett Klagges).
Am 13. Juni 1933 fand die letzte Sitzung des Braunschweigischen Landtages statt. Am 14. Oktober 1933 wurde durch die Auflösung des Reichstages automatisch auch der Landtag aufgelöst; eine Neubildung kam nicht mehr zustande.

### Beziehungen zu Adolf Hitler
Für Hitler gab es 1932 lediglich eine Möglichkeit, eine deutsche Staatsangehörigkeit noch rechtzeitig vor den nächsten Wahlen zum Reichspräsidenten zu erhalten, nämlich durch den Freistaat Braunschweig. Neben dem Freistaat Oldenburg war dies das einzige Land der Weimarer Republik, in dem die NSDAP nicht nur mitregierte, sondern durch den NSDAP-Staatsminister für Inneres und Volksbildung Dietrich Klagges und Ministerpräsident Werner Küchenthal (BEL) die „Einbürgerung des Führers“ vorantreiben konnte. So erhielt Dietrich Klagges als Regierungsvertreter des Freistaates den direkten Auftrag der NSDAP-Parteiführung zur Einbürgerung Hitlers. Goebbels notierte diesbezüglich am 4. Februar 1932 in seinem Tagebuch: „Es ist beabsichtigt, den Führer in Braunschweig zum außerordentlichen Professor zu ernennen.“
Zunächst versuchte Klagges, Hitler eine außerordentliche Professur für den zu diesem Zwecke konstruierten Lehrstuhl „Politik und organische Gesellschaftslehre“ an der Technischen Hochschule Braunschweig zu verschaffen. Die dilettantisch ausgeführte Maßnahme wurde alsbald öffentlich bekannt und scheiterte an der Opposition aus Hochschulleitung und Bildungsbürgertum – der Plan musste fallen gelassen werden. Klagges hatte Hitler damit dem Spott der Öffentlichkeit ausgesetzt und genau das erreicht, was die NSDAP mit allen Mitteln hatte verhindern wollen: Hitlers Ruf war – nicht nur in Braunschweig – beschädigt.
In einem zweiten Versuch schlug der DVP-Abgeordnete Wessels vor, Hitler eine Stelle in der braunschweigischen Gesandtschaft beim Reichsrat in Berlin zu verschaffen.
Mit Unterstützung verschiedener Politiker des Freistaates, unter ihnen wieder Klagges, aber auch des NSDAP-Präsidenten des Braunschweigischen Landtags Ernst Zörner, der Hitler einen Scheinwohnsitz als Untermieter in Braunschweig anbot, glückte dieser zweite Anlauf schließlich: Am 26. Februar 1932 wurde Hitler vereidigt, womit er gleichzeitig deutscher Staatsangehöriger wurde und schließlich die Möglichkeit erhielt, bei der Reichspräsidentenwahl zu kandidieren. Offensichtlich erschöpfte sich damit aber auch schon seine Tätigkeit für die Gesandtschaft des Landes Braunschweig in Berlin. Im Übrigen stimmte der Landtag des Freistaates Braunschweig am 1. März 1932 der vom Staatsministerium für Inneres beantragten Regierungsratstelle zu und schloss damit die Einbürgerung Hitlers ab.
Von einer weiteren Ausübung seiner Dienstpflichten gegenüber dem Land Braunschweig ist nichts bekannt. Nur sieben Monate später, im Oktober 1932, beantragte Hitler unbefristeten Urlaub, da „die fortlaufenden politischen Kämpfe“ ihm „in der nächsten Zeit die Erfüllung [seines] Dienstauftrages“ nicht ermöglichten. Weil für die Öffentlichkeit, wie auch für die Oppositionspolitiker im Braunschweigischen Landtag nicht erkennbar war, welche Leistungen der „Regierungsrat“ Hitler für das Land Braunschweig erbracht hatte, beantragte die Opposition mehrfach die Vorlage von Arbeitsergebnissen. Schließlich wurde sogar in der Öffentlichkeit bekannt, dass die braunschweigische Rechnungskammer am 26. Januar 1933 – nur vier Tage vor der Ernennung Hitlers zum Reichskanzler – eine Prüfung der an Hitler gezahlten Bezüge und der dafür von ihm erbrachten Leistungen angesetzt hatte.
Am 16. Februar 1933 ersuchte der nunmehr amtierende Reichskanzler Adolf Hitler in einem kurzen Telegramm um Entlassung aus dem braunschweigischen Staatsdienst – die ihm umgehend „mit sofortiger Wirkung“ gewährt wurde. Einige Historiker zweifeln inzwischen an, ob Hitler tatsächlich jemals die deutsche Staatsbürgerschaft offiziell erwarb. Hitlers „Gastspiel“ in Braunschweig war nur von kurzer Dauer. Schon vor 1932 war er selten in der Stadt, danach noch ein fünftes und letztes Mal, nämlich am 17. Juli 1935, als er das aufgedeckte Grab Heinrichs des Löwen im Braunschweiger Dom sowie die NS-Neubausiedlung Lehndorf besichtigte.

## Gleichschaltung in der Zeit des Nationalsozialismus (1933–1945)
Unmittelbar nach der Machtergreifung Hitlers wurde damit begonnen, die Eigenstaatlichkeit der Länder des Deutschen Reiches aufzuheben. Als gesetzliche Grundlage dienten schließlich das erste Gleichschaltungsgesetz von 1933, das Zweite Gleichschaltungsgesetz von 1933 und das Gesetz über den Neuaufbau des Reichs von 1934.
Im Rahmen dieser Gleichschaltung wurden die bisherigen Gliedstaaten zu Bezirken, denen ein Reichsstatthalter vorstand. Braunschweig wurde dabei mit Anhalt zu einem Statthalterbezirk zusammengefasst. Sitz des Reichstatthalters war Dessau. Reichstatthalter waren bis 1935 Wilhelm Loeper, 1935 bis 1937 Fritz Sauckel und 1937 bis 1945 Rudolf Jordan.
Am 6. Mai 1933 ernannte Loeper Dietrich Klagges zum braunschweigischen Ministerpräsidenten, der bis 1945 dieses Amt behielt und die Geschichte des Freistaats Braunschweig im Nationalsozialismus prägte.

## Gebietsänderung 1941

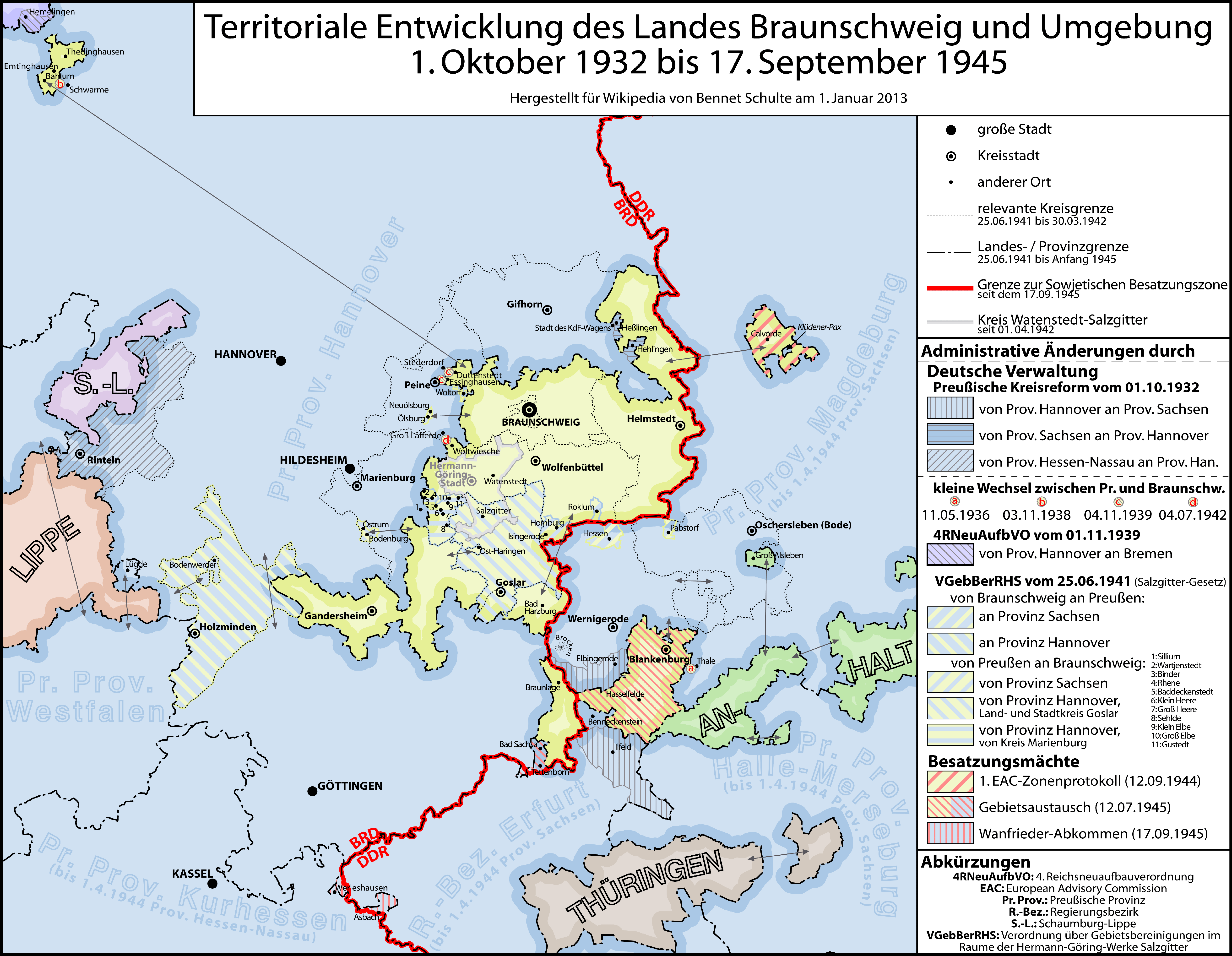
Territoriale Entwicklung des Landes Braunschweig und Umgebung vom 1. Oktober 1932 bis 17. September 1945

Der Stadtkreis Goslar sowie der Landkreis Goslar mit den Städten Vienenburg und Salzgitter kamen 1941 im Austausch gegen den bis dahin braunschweigischen Landkreis Holzminden von der preußischen Provinz Hannover zum Land Braunschweig (Salzgitter-Gesetz). Im folgenden Jahr wurde die Stadt Watenstedt-Salzgitter aus braunschweigischen und preußischen (Provinz Hannover) Gebietsteilen neu gebildet. An der Westgrenze des Landes wurden 1941 zudem die Exklaven Ölsburg, Neuölsburg und Bodenburg/Östrum sowie der braunschweigische Teil von Woltorf an die Provinz Hannover abgegeben, die dafür die Gemeinden Wartjenstedt, Binder, Rhene, Baddeckenstedt, Groß Elbe, Klein Elbe, Gustedt, Groß Heere, Klein Heere sowie einen Gemarkungsteil von Sillium an das Land Braunschweig abgab. Weitere Änderungen ergaben sich durch die Begradigung der Grenze zur preußischen Provinz Sachsen im Verlauf des Großen Bruchs, durch die das Land Braunschweig Hessen und den braunschweigischen Teil von Pabstorf verlor und dafür Hornburg, Isingerode und Roklum erhielt. So konnte seinerzeit ein geschlosseneres braunschweigisches Territorium geschaffen werden, wobei aber der Aufbau der Stadt Watenstedt-Salzgitter mit den „Hermann-Göring-Werken“ das wesentliche Motiv für diese während des Krieges umgesetzte Gebietsänderung darstellte.
Die Änderungen des Landesgebiets wurden auch von der Evangelisch-lutherischen Landeskirche in Braunschweig mitvollzogen und nach 1945 nicht rückgängig gemacht. Dagegen ist die Braunschweigische Landessparkasse bis heute im Raum Holzminden vertreten.

## Verwaltungsgliederung
Mit Inkrafttreten der neuen Städteordnung des Freistaates Braunschweigs vom 15. November 1924 am 1. April 1925 schied die Stadt Braunschweig aus dem Kreis Braunschweig aus und wurde kreisfreie Stadt.
- Landkreis Helmstedt
- Landkreis Braunschweig
- Landkreis Wolfenbüttel
- Landkreis Blankenburg
- Landkreis Gandersheim
- Landkreis Holzminden (bis 1941)
- Landkreis Goslar (ab 1941)
- kreisfreie Stadt Braunschweig (ab 1925)
- kreisfreie Stadt Goslar (ab 1941)
- kreisfreie Stadt Salzgitter (ab 1941)

## Auflösung

### Vereinigung zum Land Niedersachsen

Lage des Landes Braunschweig in der britischen Besatzungszone 1946

Zwischen dem 6. und 23. April 1945 wurde das Land Braunschweig von Truppen der Westalliierten besetzt. 
Die Stadt Braunschweig wurde am 12. April 1945 an US-Truppen übergeben und von US-Soldaten besetzt. 
Im Juli 1945 wurden der östliche Teils des Landkreises Blankenburg und die Exklave Calvörde des Landkreis Helmstedt Teil der sowjetischen Besatzungszone (SBZ). Einen geringen Zuwachs erhielt das Land im Gegenzug durch die Eingliederung der preußischen Gemeinde Preußisch Offleben in die braunschweigische Gemeinde Offleben, mit der eine Teilung des Dorfes vermieden wurde. Am 24. April ernannte die britische Militärregierung den ehemaligen Reichstagsabgeordneten Hubert Schlebusch (SPD) zum Ministerpräsidenten des Landes Braunschweig.
Am 17. September 1945 teilte der Chef der Militärregierung, der britische General John Lingham, den Ministerpräsidenten Schlebusch und Tantzen (Oldenburg) sowie dem hannoverschen Oberpräsidenten Hinrich Wilhelm Kopf mit, dass die Provinz Hannover sowie die beiden Länder zusammengefasst werden sollen.
Am 29. September 1945 wurde ein Staatsvertrag zwischen den drei Ländern unterzeichnet, der vorsah, ein Gemeinschaftsministerium mit der Bezeichnung Länderregierung für Reichsaufgaben in Niedersachsen zu gründen. Die britische Militärregierung genehmigte diesen Vertrag aber nicht, da sie den Ländern nicht das Recht zugestehen wollte, ihre Angelegenheiten in dieser Form selbst zu gestalten.
Am 15. November 1945 konstituierte sich der Gebietsrat Hannover-Oldenburg-Braunschweig, dem am 20. Dezember auch Bremen beitrat. Am 15. Februar 1946 wurde der Zonenbeirat mit Sitz in Hamburg ins Leben gerufen, dessen erste Sitzung am 6. März stattfand. Am 1. April 1946 trat Kopf mit einer Denkschrift an die britische Militärregierung heran, die forderte, die britische Zone in drei Gebiete zu teilen. Zum niedersächsischen Teil sollte unter anderem Braunschweig gehören. Im Mai 1946 präsentierte Oldenburg einen Gegenentwurf, der einen Gliedstaat Weser-Ems forderte.
Mit der Verordnung Nr. 46 der britischen Militärregierung vom 23. August 1946 „betreffend die Auflösung der Provinzen des ehemaligen Landes Preußen in der Britischen Zone und ihre Neubildung als selbständige Länder“ erhielt das Land Hannover seine rechtlichen Grundlagen.
Am 23. November 1946 genehmigte die britische Militärregierung die Vereinigung mehrerer Länder zum neuen Land Niedersachsen:
- Land Braunschweig, mit Ausnahme des östlichen Teils, der Teil der sowjetischen Besatzungszone blieb und in das Land Sachsen-Anhalt integriert wurde
- Land Hannover, mit Ausnahme des Amtes Neuhaus, das an die sowjetische Besatzungszone fiel und erst 1993 Niedersachsen angegliedert wurde
- Land Oldenburg
- Land Schaumburg-Lippe

### Verwaltungsbezirk Braunschweig
Innerhalb des Landes Niedersachsen wurde das verbliebene (wesentliche) Gebiet des ehemaligen Freistaats Braunschweig als einer von insgesamt zwei Verwaltungs- und sechs Regierungsbezirken unter der Bezeichnung Verwaltungsbezirk Braunschweig weitergeführt.
Er umfasste die kreisfreien Städte Braunschweig, Goslar und Salzgitter (der Name dieser Stadt war damals noch Watenstedt-Salzgitter) und die Landkreise Braunschweig, Gandersheim, Goslar, Helmstedt und Wolfenbüttel sowie den Landkreis Blankenburg, dessen neuer Kreissitz Braunlage im Harz wurde.
Zum Landkreis Braunschweig (und damit zum Verwaltungsbezirk Braunschweig) gehörte bis 1972 historisch bedingt (Zugehörigkeit zum Herzogtum bzw. Freistaat Braunschweig) auch die rund 150 km entfernt liegende Exklave Thedinghausen bei Verden kurz vor Bremen. 1972 wurde dieses Gebiet dem benachbarten Landkreis Verden angegliedert.

### Regierungsbezirk Braunschweig
Nach Abschluss der Kreisreform in Niedersachsen wurde der Verwaltungsbezirk Braunschweig 1978 auf Kosten der benachbarten Regierungsbezirke Hildesheim und Lüneburg erheblich vergrößert und nunmehr als Regierungsbezirk Braunschweig bezeichnet. Zum Ende des Jahres 2004 wurden alle Bezirksregierungen des Landes Niedersachsen aufgelöst und die Regierungsbezirke aufgehoben.

### Aufhebung des vorkonstitutionellen Verfassungsrechts
Am 10. November 2011 beschloss der Niedersächsische Landtag ein Gesetz zur Änderung des Gesetzes über den Staatsgerichtshof und zur Aufhebung vorkonstitutionellen Verfassungsrechts die Aufhebung der „Verfassung des Freistaates Braunschweig vom 6. Januar 1922 in der Fassung des Artikels II des Gesetzes vom 22. September 1933 (Nds. GVBl. Sb. II S. 5)“.

## Politik

### Landtagswahlergebnisse
| Wahltag            | SPD  | DVP1 | USPD | DDP2 | KPD | DNVP3 | NSDAP4 |
| ------------------ | ---- | ---- | ---- | ---- | --- | ----- | ------ |
| 22. Dezember 1918  | 27,7 | 26,2 | 24,3 | 21,8 |     | DVP   |        |
| 16. Mai 19205      | 14,8 | 37,3 | 37,3 | 9,5  | 1,0 | DVP   |        |
| 22. Januar 1922    | 19,8 | 38,0 | 27,6 | 10,7 | 4,0 | DVP   |        |
| 7. Dezember 19246  | 37,4 | 17,2 |      | 5,3  | 4,5 | 18,5  | 3,4    |
| 27. November 19277 | 46,2 | 14,3 |      | 4,6  | 4,7 | 9,4   | 3,7    |
| 14. September 1930 | 41,0 | 26,0 |      | 3,0  | 6,8 | DVP   | 22,2   |
| 5. März 1933       | 30,5 | 1,4  |      |      | 8,8 | 7,6   | 49,0   |

Fußnoten
1 DVP: 1918, 1920 und 1922: Landeswahlverband (DVP, DZP, DNVP, 1922 zusätzlich Völkische), 1924 und 1927: DVP, 1930: Bürgerliche Einheitsliste (DVP, DZP, DNVP, Wirtschaftsverbände), 1933: DVP

2 DDP: 1818 bis 1924: DDP, 1927: DDP und Bauernbund, 1930: DDP

3 DNVP: 1924 und 1927: DNVP, 1933: KFSWR (DNVP, LB, Sth)

4 NSDAP: 1924: NSFB, 1927: Nationalsozialistische Arbeiterpartei, 1930 und 1933: NSDAP

5 1920: DVP: 37,32 %, USPD: 37,31 %

6 1924: zusätzlich: Wirtschaftliche Einheitsliste: 8,3 %, Braunschweigisch-Niedersächsische Partei (Welfen): 3,2 %

7 1927: zusätzlich: Wirtschaftsverband des Mittelstandes: 8,1 %, Haus- und Grundbesitzer: 4,4 %

### Präsidenten und Ministerpräsidenten
- 10. November 1918 bis 22. Februar 1919: August Merges, USPD (Präsident des Rates der Volksbeauftragten in Braunschweig)
- 22. Februar bis 16. April 1919 (danach geschäftsführend bis 30. April 1919): Sepp Oerter, USPD
- 30. April 1919 bis 22. Juni 1920: Heinrich Jasper, SPD (Ministerpräsident)
- 22. Juni 1920 bis 24. November 1921: Sepp Oerter, USPD
- 25. November 1921 bis 28. März 1922: August Junke, USPD
- 28. März bis 22. Mai 1922: Otto Antrick, SPD (geschäftsführend)
- 23. Mai 1922 bis 24. Dezember 1924: Heinrich Jasper, SPD
- 24. Dezember 1924 bis 14. Dezember 1927: Gerhard Marquordt, DVP
- 14. Dezember 1927 bis 1. Oktober 1930: Heinrich Jasper, SPD
- 1. Oktober 1930 bis 5. Mai 1933: Werner Küchenthal, DNVP
- 5. Mai 1933 bis 13. April 1945: Dietrich Klagges, NSDAP (ernannter Ministerpräsident)
- ca. 13. April 1945 – ca. 23. April 1945: Gerhard Marquordt (von Militärregierung ernannt)
- 24. April 1945 bis Januar 1946: Hubert Schlebusch, SPD (von Militärregierung ernannt)
- Januar 1946 bis 9. Dezember 1946: Alfred Kubel (von Militärregierung ernannt)

### Reichsstatthalter
Reichsstatthalter für Anhalt und Braunschweig mit Sitz in Dessau:
- 1933–1935: Wilhelm Loeper
- 1935–1937: Fritz Sauckel
- 1937–1945: Rudolf Jordan

### Präsidenten des Verwaltungsbezirks, Regierungspräsidenten, Regierungsvertreter
Nach dem Aufgehen des Landes Braunschweig im neuen Land Niedersachsen und mit der Konstituierung des Verwaltungsbezirks Braunschweig rangierten bis 1977 die Leiter der Behörde Präsident des Niedersächsischen Verwaltungsbezirks Braunschweig als solche (umgangssprachlich „Verwaltungspräsident“).
Mit der Umwandlung des Verwaltungsbezirks zum – gleichzeitig vergrößerten – Regierungsbezirk Braunschweig nahmen ab 1978 die Leiter dessen Behörde, der Bezirksregierung Braunschweig, den Rang eines Regierungspräsidenten ein.
Nach der Aufhebung des Regierungsbezirks und der damit verbundenen Auflösung der Bezirksregierung am Ende des Jahres 2004 residiert nunmehr ein Ministerialrat als Leiter der Regierungsvertretung Braunschweig, einer regionalen Außenstelle der niedersächsischen Landesministerien, im Gebäude des ehemaligen Staatsministeriums am Bohlweg 38 in Braunschweig.

### Wappen
Das Landeswappen zeigt das weiße Sachsenross im roten Felde.
Die Landesfarben sind blau-gelb (Verfassung vom 6. Januar 1922 Artikel 1).